# Ralf Scheepers
Ralf Scheepers (ur. 5 lutego 1965 w Esslingen) – niemiecki wokalista heavymetalowy oraz powermetalowy znany przede wszystkim jako wokalista takich zespołów jak Gamma Ray czy Primal Fear.

## Życiorys

### Początki kariery muzycznej
W 1980 roku Ralf zaczął śpiewać w zespope Tyran’s Peace. W 1986 śpiewał na kilku koncertach zespołu Helloween zastępując Kaia Hansena, który postanowił przestać zajmować się jednoczesnym graniem i śpiewem. Zespół myślał o tym żeby go zatrudnić jako wokalistę, ale zrezygnował z tego.

### Gamma Ray (1989 – 1994)
W 1989 roku Kai Hansen opuścił Helloween. Wtedy razem z Ralfem założył zespół Gamma Ray, w którym śpiewał przez kilka lat. W 1994 roku opuścił Gamma Ray ponieważ mieszkał daleko od Hamburga oraz dlatego, że w tamtym czasie chciał dołączyć do Judas Priest po odejściu Halforda.

### Próba dołączenia do Judas Priest (1994)
Po odejściu z Gamma Ray Ralf chciał dołączyć do zespołu Judas Priest zastępując Roba Halforda. Jednak został odrzucony ponieważ członkowie zespołu uznali, że jego głos jest zbyt podobny do głosu Halforda.

### Primal Fear (1997 – teraz)
W 1997 roku kilka lat po nieudanej próbie dołączenia do Judas Priest i odejściu z Gamma Ray Ralf otrzymał telefon od Mata Sinnera, z którym założył zespół Primal Fear, w którym gra do dziś.

## Dyskografia[2]

### Albumy studyjne

#### Wraz z zespołemGamma Ray
- Heading for Tomorrow (1990)
- Sigh no more (1991)
- Insanity And Genius (1993)

#### Wraz z zespołemPrimal Fear
- Primal Fear (1998)
- Jaws of Death (1999)
- Nuclear Fire (2000)
- Black Sun (2002)
- Devil’s Ground (2004)
- Seven Seals (2005)
- New Religion (2007)
- 16.6 (Before the Devil Knows You're Dead) (2009)
- Unbreakable (2012)
- Delivering the Black (2014)
- Rulebreaker (2016)
- Apocalypse (2018)
- Metal Commando (2020)